# Classicómano
Um Classicómano (também por vezes designado de especialista em clássicas) é um competidor de ciclismo em estrada que se especializa na provas de um dia de competição, denominadas normalmente como as clássicas. São corredores que se caracterizam por ter muita explosividade para realizar ataques intensos nas numerosas dificuldades que apresentam os percursos das clássicas, como trechos em calçada ou ladeiras curtas e empinadas.  Da mesma maneira que existem diferentes tipos de clássicas, se pode falar de diferentes tipos de classicómanos.

## Trepadores explosivos
Algumas clássicas apresentam em seu percurso subidas curtas de um alto grau de inclinação, com trechos acima do 25%.  Um exemplo muito conhecido é o Muro de Huy que os ciclistas devem subir em três ocasiões na Flecha Valona, uma das Clássicas das Ardenas.  Os escaladores explosivos realizam ataques definitivos nestes trechos graças à sua potência. Diferenciam-se assim do escalador de resistência, que não faz ataques explosivos e tem melhor desempenho na escalada de portos longos ou não tão inclinados.  Na actualidade temos como exemplos a Philippe Gilbert, Julian Alaphilippe, Peter Sagan, Michael Albasini, Daniel Martin, Michal Kwiatkowski ou os espanhóis Alejandro Valverde e Mikel Landa entre outros.

## Homens rápidos em grupos pequenos
Clássicas como Milão-Sanremo têm um final plano e costumam se definir ao sprint de um número reduzido de corredores.  No entanto, não se assemelha ao sprint de uma etapa plana tradicional das provas por etapas, porque os melhores sprinter têm sido eliminados nas numerosas subidas prévias, chegam sem gregários lançadores ou simplesmente não têm participado na concorrência, de maneira que estes corredores resolvem a corrida com menos apoio de sua equipa nos metros finais.  Na actualidade temos como exemplos a Peter Sagan, Alexander Kristoff e John Degenkolb.

## Potentes rodadores
Não existe uma correlação total entre ser um bom contrarrelogista e um bom clássico mano, mas em muitas ocasiões as clássicas se resolvem por ataques em solitário relativamente longínquos nos que saem a reluzir as condições de rodador para manter durante os minutos finais a vantagem conseguida num ataque definitivo.  Na actualidade temos como exemplo a Peter Sagan, Wout van Aert, Niki Terpstra, Sep Vanmarcke, Jurgen Roelandts e Jens Keukeleire, entre outros, e costuma ser o tipo de corredor que ganha nas clássicas em calçada como Paris-Roubaix.